# カムシャフト

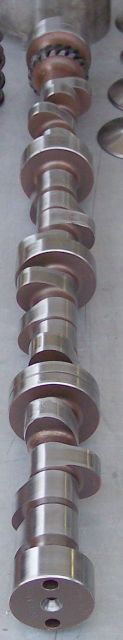
カムシャフト

カムシャフト (camshaft) とは、断面が卵型のカムが複数取り付けられた軸のことである。カムはこの軸を中心に回転し、中心から外周までの距離が一定ではないことを利用して、他の部品を反復して動作させる箇所に用いられている。
カムシャフトが文献に現れるのはアル＝ジャザリの1206年の著作が最古である。
内燃機関の構成部品としては、給排気と圧縮を司るポペットバルブを開閉する各気筒のカムをまとめて1本に備えているシャフト（軸）である。カムシャフトはクランクシャフトからのタイミングチェーン/タイミングベルト/ギアトレーンなどにより回転が伝えられている。一般的な4ストロークのレシプロエンジンではクランクシャフトが2回転する間に、カムシャフトは1回転する。多くの2ストローク機関やバンケルロータリーエンジンでは使用されない（不要な）部品である。OHV星型エンジンのバルブ開閉にもカムが使われているが、その形態は環状の板カムであり、星型以外のエンジンのようなカムシャフトはない。
また、鉄道車両の電気車（電気機関車、電車）のうち、間接式抵抗制御方式の主制御器で、抵抗器のつなぎ替え（速度制御）のために使われている。

## 形式

### ツインカム
『ツイン・カムシャフト』の意で、1基のエンジンに対し2本のカムシャフトを使用する形式。ダブルカムともいう。一般的にはDOHCのことを指す。

### シングルカム
『シングル・カムシャフト』の意で、1基のエンジンに対し1本のカムシャフトを使用する形式。SOHCはこれに該当する。別名ワンカム

## 動作イメージ

カムシャフトの回転イメージ（図は直押し式SOHCエンジンの例）
カムシャフトの回転によって、各気筒のバルブが開閉される（図はDOHCガソリンエンジンの例）